# Reino Unido del Río de la Plata, Perú y Chile
El Reino Unido del Río de la Plata, Perú y Chile fue un proyecto de independencia y federación de las posesiones españolas de América, bajo un sistema monárquico constitucional, propuesto por Manuel Belgrano durante los primeros años de las luchas de independencia hispanoamericanas; se lo conoce como Plan del Inca.

## Antecedentes

### Imperio de Colombia
En 1798, Francisco de Miranda, postulo la creación del Imperio de Colombia, el cual fue un proyecto monárquico americano, que incluía al actual Perú. Miranda tuvo la visión de un gran imperio independiente que agrupara a todos los territorios que estaban en poder de españoles y portugueses desde la margen derecha del río Misisipi en el norte hasta la Tierra del Fuego en el extremo sur del continente. El imperio estaría bajo dirección de un emperador hereditario llamado Inca para apaciguar a las etnias indígenas y tendría una legislatura bicameral.
Miranda tomaba aspectos importantes de la Constitución Monárquica francesa de 1791, aunque incluía otros del sistema estadounidense y del Imperio británico. Este nuevo Estado Federal se extendería desde el río Misisipi por el norte hasta el cabo de Hornos por el sur, teniendo como capital a Panamá.
Tal propuesta nació tras la Independencia de las Trece Colonias, dado que Miranda pensaba que aquel nuevo Estado se volvería en pocos siglos muy poderosa en América y en el mundo, y que su afán imperial no tendría límites, la mejor forma de contrarrestar tal acontecimiento era crear un imperio que equilibrara la balanza.
La forma de gobierno de este imperio sería similar al de Gran Bretaña, estaría organizado de manera federal, regido por las familias incaicas, con sus poderes limitados por una legislatura bicameral. El jefe de Estado ostentaría el título de Emperador de Colombia.

De la Forma de Gobierno:

Este debe ser mixto y similar al de la Gran Bretaña. Lo integrará un Poder ejecutivo representado por un Inca provisto del título de Emperador. Este será hereditario.
Francisco de Miranda, 1798

## Origen del proyecto
Este es un extracto de Independencia de Argentina y Monarquismo en Perú
Hasta los primeros meses de la existencia del Directorio, los gobiernos de la Revolución se veían favorecidos, para justificar su legitimación frente a la opinión pública y las naciones extranjeras, por la ausencia del rey del trono español. Regresado Fernando VII a Madrid y anunciada la restauración absolutista en España, el lenguaje y los métodos diplomáticos debieron cambiar radicalmente. Por otro lado, el rey había ordenado la formación de un poderoso ejército que debía ser inmediatamente enviado al Río de la Plata, comandado por Pablo Morillo.
Por ello Manuel de Sarratea, enviado del Segundo Triunvirato a Europa, felicitó a Fernando por su regreso al trono y demostró su aparente sumisión a la autoridad del repuesto rey. Por ello fueron enviados Belgrano y Rivadavia también a Europa, a negociar con el rey la pretensión rioplatense de autonomía; en caso de fracasar, su misión sería la de conseguir un príncipe de alguna casa reinante en Europa para coronarlo rey del Río de la Plata.
Distinto fue, en cambio, el sentido de las cartas de Alvear al ministerio de relaciones exteriores británico en 1815, ya que significaban la sumisión lisa y llana a la soberanía inglesa; no obstante, podría haber sido ser una arriesgada estratagema para forzar a Gran Bretaña a apoyar a las Provincias Unidas contra España.
El fracaso en la misión conciliadora de Belgrano y Rivadavia los llevó a proponer la coronación del infante Francisco de Paula de Borbón, con la supuesta anuencia de su padre, el depuesto rey Carlos IV de España. Los diplomáticos llegaron a sancionar un proyecto de constitución monárquica y hasta planearon el secuestro del príncipe para su traslado al Río de la Plata.
Posteriormente, ya instalado el Congreso de Tucumán, el mismo Belgrano propuso la coronación de un rey de ascendencia incaica para las Provincias Unidas en Sud América, que aparentemente incluirían también a Chile y el Perú. Posteriormente se proyectó su enlace matrimonial con la Casa de Braganza, cuyos miembros residían en Río de Janeiro. El proyecto original fue rechazado principalmente por razones de racismo, y su derivación bragantina fue rechazada por Juan VI de Portugal.
Una vez instalado el Congreso en Buenos Aires, y ya bajo la influencia de Pueyrredón, el ministro de relaciones exteriores Gregorio García de Tagle envió varias misiones a Europa para negociar la coronación de otros candidatos, entre los cuales se consideraron las opciones del Duque de Orleans –el futuro rey Luis Felipe I de Francia– y del Príncipe de Luca.
Éste había iniciado negociaciones con el ex rey de España Carlos IV (exilado en Roma) para crear en el Río de la Plata, un reino constitucional que sería gobernado por el Infante Francisco de Paula, hijo menor del citado monarca, plan que contaba con el apoyo de Napoleón, durante los Cien Días, en favor de Carlos IV. Sería intermediario en estas conversaciones el conde de Cabarrús, aventurero francés con quien Manuel de Sarratea había trabado amistad en Londres. De buena fe, Rivadavia y Belgrano aceptaron el plan, pues dadas las circunstancias por las que atravesaba Europa, era prácticamente imposible pretender que los países de ese continente reconocieran la independencia del Río de la Plata, bajo el sistema republicano. Sólo sería bien aceptada una monarquía independiente basada en el principio de la legitimidad. Los diplomáticos llegaron a sancionar un proyecto de constitución monárquica y hasta planearon el secuestro del príncipe para su traslado al Río de la Plata.

"(...) Las Provincias del Río de la Plata han sido las primeras que postradas a mis Reales pies protestan que no han reconocido, ni pueden reconocer otro soberano legítimo que Yo, y como de su Rey y Padre claman y piden de mí el remedio de los males que padecen y de la ruina que les amenaza; sus justas quejas, las sólidas razones en que fundan su solicitud han penetrado mi Real Ánimo, y las luces e impulso de la Divina justicia me han decidido a acceder a sus humildes súplicas; consultando en ello el deber de Padre para con mi amado hijo, el Infante Don Francisco de Paula, cuya desgraciada situación exige de mí el ponerle en tiempo en un Estado independiente; por todo ello, por estar convencido que este es el único medio de acabar con una guerra exterminadora entre aquella parte de la América y la España y de poner a ambos países cuanto más antes en disposición de que contraigan sus esfuerzos a adquirir la prosperidad e importancia política que les corresponde, usando de mis imprescindibles derechos, y de la plenitud de facultades que me reviste, después del más maduro examen y serias meditaciones y consultas, he venido en ceder, como de hecho cedo, y renuncio por acto libre, y espontáneo y bien pensado a favor de mi nominado hijo tercero, el Infante Don Francisco de Paula de Borbón, el alto dominio y señorío que he recibido de mi Augusto Padre (que de Dios goza) de todas las ciudades, villas y lugares con todas sus dependencias y territorios que formaban el Virreinato de Buenos Aires, la Presidencia del Reino de Chile y Provincias de Puno, Arequipa, Cuzco, con todas sus costas e islas adyacentes, desde el Cabo de Hornos hasta el puente de [...], cuyo territorio lo creo indispensable atendida su población para mantener la dignidad de Rey e importancia de una Monarquía (...).

Y habiendo vos, mi hijo, Don Francisco de Paula, aceptado ante mi Real Persona la cesión que os hago, y el Reino que os dono con el valor y fuerza de última voluntad irrevocable sin necesidad de confirmación ulterior; y prometido observar y cumplir fielmente las bases prefijadas como condiciones esenciales de la donación, os mando que luego que lleguéis a tomar posesión de vuestro Reino juréis con la solemnidad de estilo guardarlas y cumplirlas y hacer que todos las guarden y cumplan, ocupándoos seriamente de la buena administración de vuestro Reino, reparando los males que han sufrido esos pueblos y contribuyendo a una sabia legislación que haga en todo tiempo el honor vuestro y la felicidad de vuestro Reino. Os ordeno igualmente que así que estéis en posesión de vuestra nueva dignidad y hayáis recibido el juramento y homenaje de los nominados pueblos, me deis sin pérdida de tiempo aviso de ello para dirigir mis cartas a vuestro hermano mayor y mi hijo primogénito, Don Fernando, y a todos los demás que corresponda y crea convenir; no obstante, que por éste ordeno y mando a dicho mi hijo primogénito, a todos los demás Infantes y Príncipes de mi Real Sangre y Familia, y pido a todos los Soberanos de Europa, y a mi muy amado hijo e hija, Príncipes Regentes de la Corte del Brasil, el que os reconozcan por Rey legítimo e Independiente de los tres Reinos Unidos, Río de la Plata, Perú y Chile, que como a tal os traten y respeten; entendiéndose con vos en todo lo relativo al territorio demarcado como el único y absoluto Soberano de dicho País. Por ser ésta mi expresa Real Voluntad espontánea y bien deliberada con toda plenitud de derecho; cuya determinación declaro que sirva de descargo a mi conciencia, y que alivia en mucha parte el gran peso de desgracias y pesares que me hace descender al sepulcro; por lo tanto quiero que sea tenida por válida y firme, no obstante, la falta de cualesquiera cláusula, requisito o condición que por ley o costumbre, o por cualquiera otro título se juzgue necesaria, pues mi situación y la urgencia del caso hace una justa excepción de cualesquiera disposiciones generales en contrario y así para darle todo el valor bastante, y todo el que necesario sea, firmo éste de mi Real Puño y Letra, sellado con el sello de Mis Reales Armas (...)"
Carlos IV de España, Proyecto de constitución monárquica de 1815

A fines de julio, Cabarrús salió de Londres con instrucciones y documentos, entre los que se encontraba un proyecto de Constitución, redactado por Belgrano, para aplicarlo en el futuro al imaginado «Reino Unido de la Plata, Perú y Chile». Cuando llegó a Italia ya se había producido la caída definitiva de Napoleón en la Batalla de Waterloo, lo que motivó el fracaso del plan del Reino Unido de la Plata, Perú y Chile. Carlos IV se negó a continuar las negociaciones, pues su conciencia le mandaba no hacer nada que no fuera favorable al legítimo rey de España, el restaurado Fernando VII de España a quien creía necesario consultar. Al final las negociaciones fracasarían porque, a juicio del monarca Fernando VII de España, el proyecto podía alterar la tranquilidad de las demás posesiones españolas en América, impidiéndoles la legitimidad política.
Del análisis de aquellas negociaciones surge que se trató de una maniobra política ante la eventualidad de que una gran expedición española intentara reconquistar el Río de la Plata. Finalmente la intentona fracasó y los planes monárquicos de la región quedaron en la nada.
Ante ello, a su regreso de la misión diplomática en Europa, a mediados de 1815, Belgrano volvió a proponer, esta vez con el apoyo de San Martín, un gobierno regalista pero, a diferencia del absolutismo europeo bregó por una monarquía constitucional. Allí promovió la adopción de la forma monárquica de gobierno, pero en cabeza de un descendiente de la dinastía incásica. Esta posición política no fue aceptada por los partidarios independentistas republicanos.
Ante los hechos consumados de su época determinados por la restauración del absolutismo de la Santa Alianza, Belgrano consideró que lo conveniente era preservar a la región del Plata a través de la declaración de su independencia y del establecimiento de un modo de gobierno monárquico moderado que pudiera ser reconocido por la mayoría de las potencias europeas reacias a tolerar un reavivamiento del liberalismo.
El 6 de julio de 1816, Belgrano expuso ante los diputados del Congreso de Tucumán, en dos reuniones, una propuesta de instaurar una monarquía casi nominal que ofrecía el trono, discutiéndose primero sobre elegir a algún príncipe europeo y luego a algún soberano de los descendientes de los Incas, muy probablemente proyectó que el título correspondiera a Juan Bautista Túpac Amaru, único hermano sobreviviente conocido del inca Túpac Amaru II, aunque también se consideraron a Dionisio Inca Yupanqui, jurista y militar mestizo que se había educado en Europa y que fue representante del Perú ante las Cortes de Cádiz, o a Juan Andrés Jiménez de León Manco Cápac, clérigo y militar mestizo que se ganó su fama por oponerse a los cobros excesivos del tributo y que participó como comandante militar en el levantamiento de Juan José Castelli, pues para cuando se tuvo intenciones de coronar a Juan Bautista, éste ya estaba anciano y cerca de la muerte. Posteriormente se proyectó su enlace matrimonial del Inca con la Casa de Braganza, cuyos miembros residían en Río de Janeiro. Sólo cuatro días después de hacer esta proclama, tuvo lugar el gran anuncio de la Independencia de Argentina, con una gran mayoría de los asambleístas optando por la forma monárquica sugerida que, además, debía tener sede en la ciudad del Cuzco, la capital del proyectado Nuevo Reino. Sólo Godoy Cruz y parte de sus colaboradores exigieron que dicha capital estuviese en Buenos Aires, aunque de todos modos se suscribieron al plan monárquico americano, apoyado por personajes de la talla de San Martín y Martín Miguel de Güemes. Su informe en la asamblea fue transcrito y comentado por Tomás Manuel de Anchorena en una carta muy posterior (4 de diciembre de 1846), dirigida a Juan Manuel de Rosas. Del texto se desprende el siguiente contenido de la propuesta Belgrano, donde informaba:

"...que había acaecido una mutación completa de ideas en Europa en lo respectivo a la forma de gobierno. Que como el espíritu general de las naciones, en años anteriores, era republicarlo todo, en el día se trataba de monarquizarlo todo. Que la nación inglesa, con el grandor y majestad a que se ha elevado, no por sus armas y riquezas, sino por una constitución de monarquía temperada, había estimulado a las demás a seguir su ejemplo. Que la Francia la había adoptado, que el rey de Prusia, por sí mismo, y estando en el goce de un poder despótico, había hecho una revolución en su reino, y sujetándose a bases constitucionales iguales a las de la nación inglesa; y que esto mismo habían practicado otras naciones.
...en su concepto la forma de gobierno más conveniente para estas provincias sería la de una monarquía temperada; llamando la dinastía de los Incas por la justicia que en sí envuelve la restitución de esta Casa tan inicuamente despojada del trono".

Según este Plan del Inca, sería un gobierno efectivo y constitucional de estilo parlamentario tipo británica, con el objeto de lograr el pronto reconocimiento a nivel internacional de la independencia argentina. Su propuesta de implantar una monarquía inca parlamentaria fue ridiculizada por sus contemporáneos que apoyaban la formación de una república, el proyecto original fue rechazado principalmente por razones de racismo, y su derivación bragantina fue rechazada por Juan VI de Portugal. Los delegados porteños manifestaron su rechazo total a la delirante idea, casi sin ser escuchados. Se cuenta que uno de ellos llegó a gritar allí: "¡Prefiero estar muerto que servir a un rey con ojotas!"; y que los periodistas de Buenos Aires se mofaban de la decisión asegurando que ahora tendría que ir a buscarse "un rey patas sucias en alguna pulpería o taberna" en el Altiplano. Sin embargo, obedecía a un inteligente cálculo por parte de Belgrano: la oferta de la corona a los Incas buscaba atraer la adhesión de parte de las poblaciones incas de las actuales zonas andinas de Bolivia, Perú y Ecuador al movimiento emancipatorio que se gestaba desde Argentina. Fue, con San Martín y Bernardo de Monteagudo, uno de los principales promotores de la Declaración de la independencia de las Provincias Unidas en Sud América, en San Miguel de Tucumán, el 9 de julio de 1816. Sin embargo, su fracaso de Belgrano en las Expediciones Auxiliadoras al Alto Perú fue determinante para que las Provincias Unidas del Río de la Plata perdieran el control del Alto Perú y cualquier posibilidad de difundir su proyecto en el Bajo Perú, misma zona donde la Nobleza incaica prefirió dar su apoyo a la Contrarrevolución de Córdoba y al Ejército Real del Perú que a la Revolución de Mayo y al Ejército patriota.
El Congreso de Tucumán finalmente decidió rechazar el plan del Inca, creando en su lugar un estado republicano y centralista. Hacia 1819, una vez instalado el Congreso en Buenos Aires, y ya bajo la influencia de Pueyrredón, reapareció la posibilidad de coronar a un noble francés como rey constitucional de las “Provincias Unidas”, el ministro de relaciones exteriores Gregorio García de Tagle envió varias misiones a Europa para negociar la coronación de otros candidatos, entre los cuales se consideraron las opciones del Duque de Orleans –el futuro rey Luis Felipe I de Francia– y del Príncipe de Luca, pero los tiempos eran otros; las tensiones entre unitarios y federales desembocaron en la batalla de Cepeda (1.º de febrero, 1820) y la consecuente caída del Directorio (11 de febrero), abortaron definitivamente la eventualidad.
A pesar de todo, este ideario monárquico serviría de inspiración para el Protectorado de San Martín en el Perú.

"Los revolucionarios argentinos eran monarquistas; ellos enviaron a Europa a don Juan José Sarratea, a don Miguel Belgrano y a don Bernardino Rivadavia, a buscar un príncipe para coronarlo aquí. Otros buscaban algún indio de las familias de los Incas para hacerlo rey. Estos grandes liberales, libertadores de los dos mundos, no declararon siquiera la libertad de los esclavos; y las cosas quedaron en ese estado hasta 1840, en que Rosas, para engrosar su ejército, abolió la esclavitud."
Diego Barros Arana

Proyecto de Constitución Monárquica de 1815 del Reino Unido del Río de la Plata, Perú y Chile.
Reino
Artículo 1.- La nueva Monarquía de la América del Sur tendrá por denominación el Reino Unido del Río de la Plata, Perú y Chile; sus armas serán un escudo que estará dividido en campo azul y plata; en el azul que ocupará la parte superior se colocará la imagen del Sol, y en el Plata dos brazos con sus manos que sostendrán las tres flores de los distintivos de Mi Real Familia, llevará la Corona Real, y se apoyará sobre un tigre y una Vicuña: su pabellón será blanco y azul celeste.
Artículo 2.- La Corona será hereditaria por orden de proximidad en las líneas de agnación y cognación.
Artículo 3.- Si, lo que Dios no permita, el Rey actual falleciese sin sucesión retrovertirán a mí sus derechos para que con acuerdo y consentimiento del Cuerpo Legislativo elija otro Soberano de mi Real Familia; pero, si yo ya no existiere, dichas Salas tendrán la facultad de elegir por su Rey a uno de los príncipes de mi Real Sangre.
Artículo 4.- La persona del Rey es inviolable y sagrada. Sus Ministros son responsables. El Rey mandará las fuerzas de mar y tierra; declarará la guerra, hará la paz; tratados de alianza y comercio; distribuirá todos los empleos, estará a su cargo la Administración Pública, la ejecución de las leyes y seguridad del Estado a cuyos objetos dará las órdenes y reglamentos necesarios.
Artículo 5.- El Rey nombrará toda la nobleza; dará todas las dignidades, podrá variarlas y concederlas por vida, o hacerlas hereditarias. El Rey podrá perdonar las ofensas, conmutar las penas o dispensarlas en los casos que la ley le conceda.
Artículo 6.- La nobleza será hereditaria en los propios términos que la Corona; se distinguirá precisamente en tres grados, y no podrá extenderse a más: el 1.er grado será el de Duque, el 2.° de Conde y el 3.º de Marqués; los nobles serán juzgados por solo los de su clase, tendrán parte en la formación de las leyes, podrán ser Diputados de los Pueblos y gozarán de los honores y privilegios que la ley o el Rey les acuerde; pero no podrán ser exceptuados de los cargos y servicios del Estado. Todo individuo del Estado de cualquier clase y condición que sea podrá optar a la nobleza por sus servicios, por sus talentos o por sus virtudes, el primer número de la nobleza será acordado por el Rey y Representante y cualquier otro momento por el Cuerpo Legislativo.

Del Cuerpo Legislativo
Artículo 7.- El Cuerpo Legislativo será integrado por el Rey, por la Nobleza y Representación del Común.
La Alta Sala la formarán todos los Duques, cuyo derecho se declara inseparable de su dignidad; la 3.ª parte de los Condes por elección entre ellos, presidida de un Comisionado del Rey; por la 4.ª parte de los Marqueses elegidos en los propios términos; y por la 5.ª parte de los Obispos del Reino, elegidos la 1.ª vez por el Rey siendo de cargo de él y la otra Sala fijar para lo sucesivo las bases de la elección de este cuerpo.
Artículo 8.- La segunda sala la compondrán los Diputados de los Pueblos, los que serán elegidos por la primera vez en los términos acostumbrados que menos juego permitan a los partidos y consulten la mayor opinión, siendo de indispensable cargo al Cuerpo Legislativo establecer para las segundas las leyes más adecuadas y precisas.
Artículo 9.- La facultad de proponer la ley será común al Rey y ambas Salas; el orden de la proposición será del Rey a la 1.ª Sala, y de ésta al Rey, y de la segunda a la 1.ª, en caso de que una propuesta no sea admitida por su inmediata no podrá pasar a la 3.ª ni repetirse hasta otra sesión. Toda ley será el resultado de la pluralidad de ambas Salas, y del accésit del Rey; la sanción y promulgación de la ley será privativamente suya.
Las salas no podrán unirse ni disolverse sin expresa orden del Rey. Él podrá prorrogarlas todo el tiempo que la crea necesario, y disolver la de los Diputados cuando lo estime conveniente.
Artículo 10.- La designación de la renta del Rey, su Real Casa y Familia, de los gastos de su Ministro y Gabinete, la lista civil, la militar y gastos extraordinarios serán exclusivamente acordados por ambas Salas, a que en igual forma pertenece al arreglo e imposición de derechos y contribuciones.

Del Ministerio
Artículo 11.- Ninguna orden del Rey sin autorización de su Ministro correspondiente será cumplida; los Ministros tendrán la facultad de proponer a ambas Cámaras lo que crean conveniente, y entrar a cualquiera de ellas a informar lo que estimen oportuno; los Ministros serán indispensablemente Miembros de la alta Sala, y solo por ella podrán ser juzgados. Los Ministros no podrán ser acusados sino por traición o extorsión, la acusación no será admisible sino es hecha por la pluralidad de una u otra Sala; el Ministro de Hacienda presentará a ambas Salas para su conocimiento y aprobación las cuentas del año anterior.

Del Poder Judicial
Artículo 12.- Los jueces serán nombrados por el Rey; serán perpetuos e independientes en su administración, solo en el caso de injusticia notoria o solución podrán ser acusados ante la alta Sala quien los juzgará con independencia del Rey, el que protegerá y ejecutará en esta parte sus decisiones; se establecerán los jueces del hecho, llamado jurado en la forma más adaptable a la situación de los Pueblos.

Del común de la Nación
Artículo 13.- A más del reparto proporcionado y uniforme de todas cargas y servicios del Estado, de la opción a la nobleza, empleos y dignidades, y del común concurso y sujeción a la ley; la Nación gozará, con derecho de propiedad inalienable, la libertad de culto y conciencia, la libertad de imprenta, la inviolabilidad de las propiedades y seguridad individual en los términos que clara y precisamente acuerde el Poder Legislativo.
Los electos de la nobleza, clero y común durarán seis años, empezando a renovarse los primeramente electos por mitad cada tres años: Los Diputados del Común, no podrán ser ejecutados, perseguidos o juzgados, durante su comisión, sino en los casos que la ley designa y por la propia Sala a que pertenecen.

## Proyectos en el futuro
Hubo varios proyectos en el futuro igual de grandes que este después de este.

### Gran Colombia

Bandera de la Gran Colombia

La Gran Colombia era el primer paso para la unificación total de los pueblos libres ideada por Francisco de Miranda, quien concibió la creación de un solo Estado hispanoamericano independiente, el cual substituiría al conjunto de posesiones que componían el Imperio español en esta parte del hemisferio. En otras palabras, la idea de la integración americana para Miranda era inseparable de la idea de la independencia de las colonias hispanoamericanas.
Para julio de 1809, la independencia de las colonias americanas se había convertido para Miranda en un hecho ineluctable y vio por tanto llegado el momento de convocar un Congreso de diputados de villas y provincias de América sobre el propio territorio americano. Ningún otro lugar, a su entender, parecía más apropiado que Panamá para reunir ese congreso. Por su situación geográfica, el Istmo encarnaba la imagen de la unión entre el norte y el sur de la América de lengua española. Por la misma razón, Miranda había sugerido, en su plan de gobierno de 1801, que Colombo, la ciudad capital de Colombia, fuera construida en el istmo de Panamá.

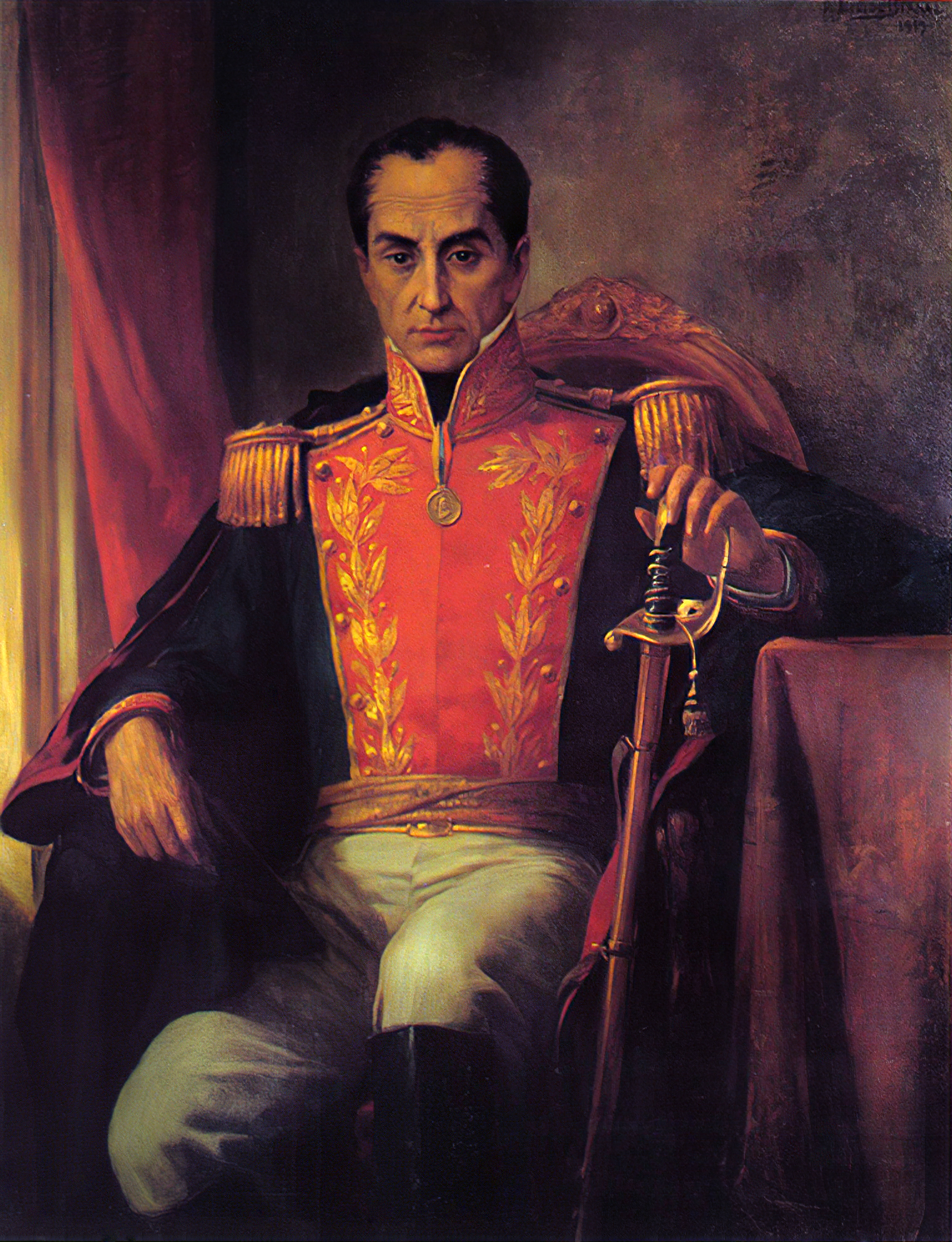
Simón Bolívar, presidente de la Gran Colombia

El proyecto de Miranda no llegó a realizarse, pero la idea fue retomada por Simón Bolívar, quien, en 1815, en su «Carta de Jamaica», sugirió la reunión en Panamá de un Congreso de las Repúblicas americanas independientes, el cual no se concretó hasta 1826. Aunque los objetivos de este Congreso convocado por Bolívar tendían más bien al establecimiento de alianzas entre repúblicas independientes y no a la constitución de una sola república, como proponía Miranda.
Después del fracaso de la Segunda República de Venezuela y su corta permanencia en Nueva Granada como comandante militar, Bolívar se vio obligado a reflexionar sobre la causa de los fracasos previos, la situación internacional y la forma de lograr la independencia de forma duradera. Sus reflexiones le llevaron a la conclusión de que para alcanzar la independencia definitiva se debía derrotar totalmente a los españoles para impedir que realizaran acciones de reconquista. Para ello, los esfuerzos descoordinados y dispersos de los caudillos regionales a lo largo de América debían unificarse bajo un mandato único, y como garantía de una independencia permanente debía crearse una república grande y fuerte que pudiera desafiar las pretensiones de cualquier potencia imperial. Este proyecto estaba inspirado en la idea de una unión continental que abarcara desde el territorio de la Nueva España hasta el sur de Chile, después de alcanzada la independencia.
En el contexto de las guerras de independencia hispanoamericanas, fuerzas revolucionarias lideradas por Simón Bolívar sentaron las bases de un gobierno regular en una convención constitucional. Previamente, el gobierno había sido militar y altamente centralizado con poder ejecutivo directo ejercido por vicepresidentes o gobernadores, mientras el presidente Bolívar estaba en la Campaña Libertadora de Nueva Granada y en la Guerra de Independencia de Venezuela. Bolívar concluyó que era necesario crear un gobierno centralizado capaz de coordinar las acciones necesarias para resguardar las fronteras y aglutinar a los distintos pueblos de la América hispana como garantía de la independencia.
Para garantizar la libertad de Colombia, consideraba vital conseguir cuanto antes el control sobre Venezuela para impedir que los españoles la utilizaran como puesto de avanzada en Tierra Firme para sus campañas de reconquista, por lo que decidió emprender esta tarea como algo prioritario. Así, desembarcó en la isla de Margarita a mediados de 1816 decidido a lograr desde el principio el reconocimiento de su liderazgo y, después de obtener un éxito inicial con el jefe local Juan Bautista Arismendi, preparó la campaña para liberar el continente.

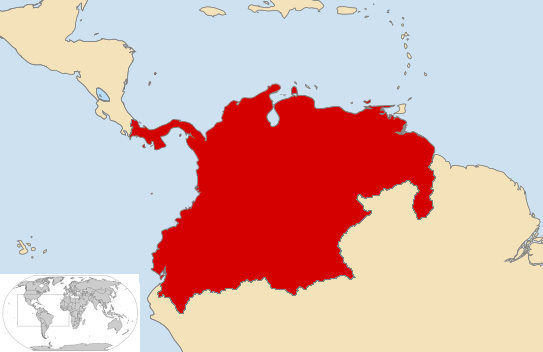
Localización de la Gran Colombia

La consolidación del liderazgo supremo facilitó el control del oriente venezolano, y la instalación de Bolívar en Angostura trajo consigo el inevitable y largo enfrentamiento con las fuerzas expedicionarias del general español Pablo Morillo y la organización de los mecanismos para que el Gobierno pudiese funcionar. Para entonces el Ejército español ya se encontraba muy desgastado después de la campaña de reconquista realizada a lo largo de América, y el general Morillo no pudo evitar que sus tropas iniciaran un lento declive debido a la falta de recursos y de refuerzos para cubrir las bajas que sufrían.
Ya en 1818, la situación del Ejército español en Venezuela se tornó insostenible y Morillo se vio obligado a retirar algunas de sus fuerzas de la Nueva Granada para intentar contener a Bolívar. Para entonces, la situación política y militar era lo bastante buena como para pensar en la organización de un Estado, y así fue como Bolívar instaló el Supremo Congreso de la República en Angostura el 15 de febrero de 1819.

### Federación de los Andes
El plan exigía que la unión fuera iniciada en y promovida por Bolivia y Perú para no ser vista en esos países como una imposición colombiana. Por eso, Sucre gobernaba en la primera mientras Bolívar intentaba imponer el plan en Lima. Se esperaba que Sucre negociaría con los peruanos para sumarlos a la Federación. Estas se haría a través de plenipotenciarios. Una vez asentada la constitución del Libertador en Bolivia se debía seguir con Perú y finalmente con Colombia. Para lograrlo, debía mantener tropas colombianas en Perú y Bolivia, lo que aumentó el descontento que ya producían sus constituciones vitalicias, porque eran vistas como las guardias pretorianas de sus gobiernos títeres.

### Confederación Perú-Boliviana

Bandera de la Confederación Perú-Boliviana

Andrés de Santa Cruz, protector de la confederación

Hacia 1835, intrigas políticas provocaron levantamientos y divisiones en el Perú, imperando el caos. Para refrenar los intentos revolucionarios del mariscal Agustín Gamarra en el sur, el presidente Luis José de Orbegoso se dirigió al Cuzco. En su ausencia, el sargento Pedro Becerra se amotinó en el Callao en la madrugada del 1 de enero de 1835, apoderándose del Castillo del Real Felipe. La insurrección fue sofocada a los pocos días por el general de división Felipe Santiago Salaverry, proclamándose jefe supremo de la República. Así, el 23 de febrero de 1835 en el Perú, siendo presidente constitucional Luis José de Orbegoso, Felipe Santiago Salaverry tomó a la fuerza el control del país, si bien es cierto que Orbegoso quedó con el control del sur del país.
Siguieron meses de incertidumbre y zozobra que culminaron en el pacto que celebraron Luis José de Orbegoso y el presidente de Bolivia, general Andrés de Santa Cruz, para unir las dos repúblicas en una confederación. Buscando consolidar su gobierno, el golpista Salaverry marchó al sur para combatir a Santa Cruz, que al frente de un numeroso ejército, a solicitud de Orbegoso, había cruzado la frontera peruano-boliviana.
Se libraron grandes batallas: Gramadal, Puente de Arequipa, Uchumayo, con resultados favorables a Salaverry, pero, el 7 de febrero de 1836, en la decisiva batalla de Socabaya, en las inmediaciones de Arequipa, triunfó Santa Cruz. Salaverry, derrotado, fue sometido a consejo de guerra y condenado a muerte por insubordinación al presidente constitucional. Así, luego de la batalla de Socabaya, se estableció la Confederación Perú-Boliviana, de la que Santa Cruz fue protector con amplios poderes, instando en la reorganización del país, mediante la creación de una confederación formada por la República de Bolivia, y por dos nuevos estados surgidos de la República del Perú, el Estado Nor-Peruano y el Estado Sud-Peruano.

### Estados Confederados del Río de la Plata
Los Estados Confederados del Río de la Plata fueron una propuesta de Estado ideada en 1850 por Domingo Faustino Sarmiento en el libro Argirópolis o la capital de los estados confederados del Río de la Plata que incluiría a la Confederación Argentina, El Estado Oriental del Uruguay, y el Paraguay, con capital en la isla Martín García, donde se fundaría su capital, llamada Argirópolis. Esta idea no prosperó debido a los cambios históricos producidos por la batalla de Caseros en 1852.
Parte del texto explica:

Creemos haber llegado a establecer sólidamente la conveniencia, la necesidad y la justicia de crear una capital en el punto céntrico del Río de la Plata, que poniendo por su posición geográfica en armonía todos los intereses que se chocan sin provecho después de tan largos años, termine a satisfacción de todos los partidos, de todos los Estados del Plata la guerra que los desola, para cuya solución han sido impotentes las armas de la Confederación Argentina y la diplomacia europea. Efectivamente, la creación de una capital en Martín García, para conciliar los intereses y la libertad de los Estados confederados, tiene en su apoyo...

### Estados Unidos del Perú y Bolivia
El 11 de junio de 1880, pocos días después de la derrota en la batalla de Tacna, bajo los mandatos de Nicolás de Piérola y Narciso Campero, ambos gobiernos firmaron en Lima un protocolo sobre las bases preliminares de la unión federal, que preveían:

[...] para afianzar la independencia y la inviolabilidad, paz interior y seguridad exterior de los Estados comprendidos, así como para promover su prosperidad (punto I). Los departamentos de cada una de las dos repúblicas se erigirían en Estados autónomos, con instituciones y leyes propias. Se juntarían Tacna y Oruro, y Potosí y Tarapacá (punto II); y las regiones del Chaco y del Beni y de la montaña peruana formarían distritos federales. Los Estados serían iguales en derechos y tendrían una ciudadanía común (punto V); habría un gobierno nacional conformado por los tres poderes clásicos; y la conducción de la política exterior de la Unión correspondería al Poder Ejecutivo Federal. El Presidente de la Unión sería elegido en votación directa por los ciudadanos de los Estados.